# NGC 6013
NGC 6013 (другие обозначения — UGC 10080, MCG 7-33-4, ZWG 223.7, PGC 56287) — спиральная галактика с перемычкой (SBb) в созвездии Геркулес.
Этот объект входит в число перечисленных в оригинальной редакции «Нового общего каталога».